# Грузенберг, Владимир Фёдорович
Владимир Фёдорович Грузенберг (1907—2003) — советский военный деятель и педагог, генерал-майор, кандидат военных наук.

## Биография
Родился в 1907 году в Александровске.
С 1926 года на военной службе в РККА, после окончания военного училища служил командиром взвода, роты, начальник штаба батальона и заместитель начальника штаба полка.
С 1941 года участник  Великой Отечественной войны, на командных и штабных должностях. В 1942 году в звании подполковника назначен начальником штаба 342-й стрелковой дивизии Западного фронта, С 1943 года начальником штаба 5-й стрелковой Орловской Краснознамённой дивизии. В. Ф. Грузенберг сражался на Ленинградском, Западном, Брянском, 1-м Белорусском фронтах. Участвовал в Битве за Москву и Ленинграда, Курской битве, освобождении Белоруссии, Польши.
С 1944 года полковник — начальник Оперативного отдела штаба 3-й армии 1-го, 2-го и 3-го Белорусских фронтов, вёл активное участие по подготовке армии в период и во время проведения Берлинской наступательной операции.
После войны служил на штабных и командных должностях. После окончания Военной академии им. М. В. Фрунзе и Высшей военной академии им. К. Е. Ворошилова с 1957 года в звании генерал-майора служил в должностях заместителя начальника штаба Московского военного округа и старшего преподавателя Военной академии Генерального штаба ВС СССР, кандидат военных наук.  
Умер в Москве в 2003 году.

## Награды
- Орден Ленина
- Четыре ордена Красного Знамени
- Орден Суворова II ст.
- Три ордена Отечественной войны I ст.
- Орден Отечественной войны II ст.
- Два ордена Красной Звезды

### Награды РФ
- Орден Жукова (07.11.1995[4])
- Орден Дружбы (28.04.1995)[5]